# Allotorymus splendens
Allotorymus splendens är en stekelart som först beskrevs av Léon Abel Provancher 1887.  Allotorymus splendens ingår i släktet Allotorymus och familjen gallglanssteklar. Inga underarter finns listade i Catalogue of Life.